# 화둥 방위지휘부
화둥 방위지휘부 (중국어 정체자: 陸軍花東防衛指揮部, 한자음: 육군 화동 방위지휘부 영어: Huadong Defense Command), 줄여서 陸軍花東防衛部, 육군 화동 방위부, 陸軍花防部, 육군화방부, 花防部, 화방부는 화롄현과 타이둥 지방의 방위를 맡고 있는 중화민국 육군의 지역 방위지휘부이다. 전신조직인 육군 제67군 "新竹軍→신주군"을 재편성한 부대로서 타이완성 화롄현 화롄시에 본부를 두고 있다. 별명은 "正義部隊, 정의부대".

## 역사

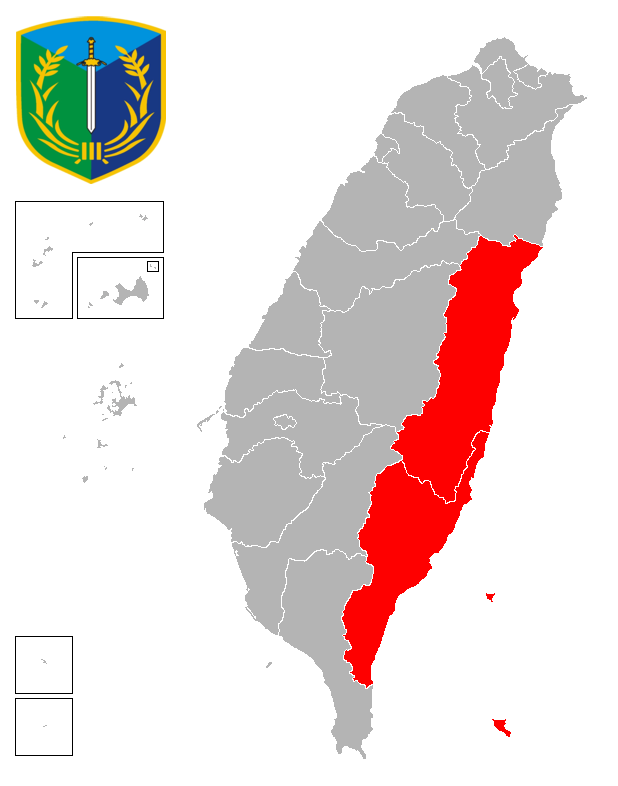
화 (롄-타이둥)둥 방위지휘부의 책임 지역인 화롄현과 타이둥현의 범위

1948년, 난징에서 육군 제67군이 창설되었다.
1949년 5월, 육군 제10군으로 번호가 바뀌었다. 같은 해 10월에 저장성 저우산으로 이동하였다.
1949년 11월, 육군 제67군으로 번호가 되돌려지고, 덩부다오 전투에 참여하였다.
1950년, 대륙에서 물러나 타이완섬의 타오위안으로 건너갔다.
1954년 장화에서 육군 제2군으로 번호가 바뀌었다.
1976년 1월, 다시 번호가 바뀌어 육군 제32군으로서 신주로 옮겨갔다.
1989년, 陸精七號案, 육정7호안에 따라 화롄의 육군 제210사단과 병합 및 재편성에 따라 육군총사령부 산하 육군 화둥방위사령부가 되었다.
2006년 3월, 國防組織法, 국방조직법에 따라 지휘부로 지위가 한단계 낮아졌다.

## 조직 구조

### 지도부
- 지휘관 1명 중장
- 副지휘관 1명 소장
- 參謀長 1명 소장
- 副參謀長 1명 상교
- 政戰主任 1명 상교
- 副政戰主任 1명 상교
- 사관독도장 1명 사관장

### 부대

#### 직속부대
- 본부중대 - 南美崙營區
- 방공중대 - 南美崙營區
- 헌병소대 - 南美崙營區
- 화학병중대 - 南美崙營區[1]
- 공병중대 - 復興北營區
- 반장갑중대 - 誠信營區
- 장갑기병중대 - 復興北營區

#### 예하부대
- 혼합포병대대 (대대 본부중대 + 포병중대 x3) (復興北營區)[2]
- 전차대대 (대대 본부중대 + 전차중대 ×2 + 기계화보병중대 x1) (復興北營區)[3]
- 기계화보병대대 (대대 본부중대 + 기계화보병중대 x3) (南埔營區)[4]
- 보병대대 (대대 본부중대 + 보병중대 x3) (北埔營區)
- 장갑기병중대 (復興北營區)

#### 배속부대
- 타이둥 지구지휘부
- 육군 제2지구 지원지휘부
  - 운송병군

## 기록

### 소속
- 1989년, 육군총사령부

### 계보

#### 육군 군
- 1948년, 陸軍第六十七軍, 육군 제67군
- 1949년 5월, 陸軍第十軍, 육군 제10군
- 1949년 11월, 陸軍第六十七軍, 육군 제67군
- 1954년 陸軍第二軍, 육군 제2군
- 1976년 1월, 陸軍第三十二軍, 육군 제32군

#### 사령부
- 1989년 7월 1일, 陸軍花東防衛司令部→육군 화둥 방위지휘부
- 2006년 3월, 陸軍花東防衛指揮部→육군 화둥 방위지휘부

## 참고
1. ↑  記者許博淳 (2012년 4월 19일). “演訓求真務實 厚植總體戰力” (중국어 (대만)). 青年日報社. 2012년 6월 16일에 확인함.[깨진 링크]
2. ↑  記者湯平 (2013년 3월 18일). “花防部助掃榮家送溫馨” (중국어 (대만)). 青年日報社. 2012년 6월 16일에 확인함.[깨진 링크]
3. ↑  羊羽 (2013년 2월 26일). “國軍戰備衛疆土　媒體見證士氣昂” (중국어 (대만)). 勝利之光. 2016년 4월 9일에 원본 문서에서 보존된 문서. 2012년 6월 16일에 확인함.
4. ↑  黃偉巒 (2013년 2월 21일). “軍旅況味” (중국어 (대만)). 青年日報社. 2012년 6월 16일에 확인함.[깨진 링크]